# Wer geht denn noch zur Uni?
Wer geht denn noch zur Uni? (Originaltitel: French Postcards) ist eine US-amerikanische Filmkomödie aus dem Jahr 1979 von Willard Huyck und Gloria Katz.

## Handlung
Die drei US-amerikanischen Studenten Joel, Alex und Laura verbringen ein Jahr an einem Pariser Institut. Nach anfänglich hohen Erwartungen stellen sich erste Ernüchterungen ein, sodass alle drei lernen müssen, sich zu behaupten. So schreibt Laura ihrem Freund in den USA über all ihre Erlebnisse Postkarten. Madame Catherine Tessier, die mit ihrem Ehemann Monsieur Tessier das Institut leitet, hat ein Auge auf Alex geworfen. Dieser ist mehr an Leben und Liebe in Paris als an dem Studium interessiert, so dass er sich mit ihr in einer Liebesaffäre verstrickt. Joel hingegen ist derweil daran, sich in die Buchverkäuferin Toni zu verlieben.

## Kritik
„Eine leidlich vergnügliche Teenager-Komödie vom Autorenteam von American Graffiti, das hier allzu sehr auf die vermeintliche „Komik“ nationaler Klischees vertraut.“

„Vergnüglicher Teeniefilm mit intelligenter Story“

„Die besten Abschnitte von Wer geht denn noch zur Uni? sind die, die ihr Kapital aus der süßen Naivität der Figuren schlagen.“

## Veröffentlichung
Nachdem der Film am 19. Oktober 1979 in den USA veröffentlicht wurde, erschien der Film in Deutschland 1985 direkt auf VHS.